# Фолькельт, Иоганнес
Иоганнес Фолькельт  (нем. Johannes Volkelt; 21 июля 1848, Липник, Галиция, Австро-Венгрия — 8 мая 1930, Лейпциг) — немецкий философ.
Учился в Вене, Йене и Лейпциге. Был профессором философии в Йене с 1879 года (там же в 1876 году защитил докторскую диссертацию), Базеле с 1883 года, Вюрцбурге с 1889 года и затем профессором философии и педагогики в Лейпциге с 1894 года. Вышел в отставку в 1921 году. Испытал на себе влияние Канта, Гегеля, Шопенгауэра и Гартмана.

## Философия
Даже будучи самобытным философским умом, Фолькельт не создавал оригинальной философской системы, но его сочинения изобилуют интересными, а иногда и глубокими мыслями. Важнейшие его сочинения по метафизике и теории познания — «Kant’s Erkenntnisstheorie» (1876) и «Erfahrung und Denken».
Первое представляет критику системы Канта, второе — опыт собственной метафизической системы. Ибервег ошибочно зачисляет Фолькельта в новокантианцы: в первом из названных трудов Фолькельт пытался показать, что критическая философия несостоятельна и возврат к метафизике необходим. Критицизму всех оттенков (идеалистический монизм Шуппе, солипсизм Шуберта-Зольдерна, эмпириокритицизм Авенариуса) и позитивизму Фолькельт был глубоко враждебен. Чтобы сокрушить их, он задался целью разоблачить те внутренние противоречия, которые кроются в философии Канта. По мнению Фолькельта, в «Критике чистого разума» скептический, субъективно-идеалистический, рационалистический и моральный элементы мышления запутаны в сложный узел, но не приведены к единству; в мыслях Канта обнаруживаются противоречия, из которых на почве критицизма нет никакого выхода. Фолькельт полагал, что недочёты у Канта зависят от несовершенства самой точки зрения. «Имманентная» теория познания как стройное, свободное от внутренних противоречий целое — совершенная невозможность. Без известных трансцендентных или, как выражался сам Фолькельт, «транссубьективных» допущений истинное знание невозможно: надо выбирать между метафизикой, как наукой, дающей знание, хотя и гадательное, не абсолютно достоверное, и абсолютным скептицизмом, иллюзионизмом, аномизмом, акосмизмом. На почве субъективного идеализма нет ни мира опыта как стройного целого, ни какого-либо общего знания, а есть только бессвязный и бессмысленный хаос пёстрых, не повторяющихся единичных впечатлений.
В «Erfahrung u. Denken» Фолькельт старался построить метафизическую систему, дающую выход из абсолютного скептицизма. Он указывал на двойственный характер нашего познания: опыт — источник лишь преходящих, единичных, случайных впечатлений, упорядочивающим же, вносящим стройность и смысл в наше познание элементом является, по его мнению, «транссубъективное» — нечто лежащее вне сферы индивидуального сознания. Это начало должно быть некоторым бытием, ибо объективно истинным называется, по мнению Фолькельта, лишь находящееся в соответствии с реальностью: в мире субъективных состояний, преходящих представлений нет истины в смысле «Seinsgültigkeit». Общезначимость научных суждений предполагает, как он считал, непременно признание их таковыми (то есть всеобщими, истинными) другими познающими субъектами, следовательно, в состав транссубъективного, кроме бытия, входит множественность сознаний. Причинная связь явлений, их устойчивость, закономерность и единообразие перемен, совершающихся в них, не объяснимые из чувственного опыта и фактов сознания, заставляют постулировать закономерность в транссубъективном бытии, параллельную закономерности субъективной. По мнению Фолькельта, человек постигает потустороннюю сущность явлений через посредство бессознательной функции духа, ускользающей от анализирующей деятельности сознания, и этим иррациональным путём проникает в сущность мира. Фолькельт, таким образом, допускал «мистическую, интуитивную достоверность» объективного познания, подобно Риду, Фризу и Шлейермахеру, у которого, по-видимому, он заимствовал и признание зависимости общезначимости знания от допущения множественности сознаний. С другой стороны, он приближался к Гартманну своими взглядами на роль «бессознательных функций» души.

### Главные сочинения Фолькельта
- «Die Entwickelung des Modernen Pessimismus» (1872),
- «Zur Geschichte der Philosophie der Liebe» (1873);
- «Das Unbewusste und der Pessimismus» (1873);
- «Kants Kategorischer Imperativ und die Gegenwart» (1875);
- «Die Traumphantasie» (1875); «Der Symbolbegrift in der neuesten Aesthetik» (1876);
- «Kant’s Erkenntnisstheorie» (1879); «Ueber die Möglichkeit einer Metaphysik» (1884);
- «Erfahrung und Denken» (1886);
- «Beiträge zur Einführung in die Philosophie der Gegenwart» (1892);
- «Aesthetik des Tragischen» (1897); «Das Recht des Individualismus» (1897);
- «Psychologie und Pädagogik» (1898).

В русском переводе на рубеже XIX—XX веков были выпущены «Современные вопросы эстетики» (перевод Н. М. Штрупа, 1898) и «Артур Шопенгауэр, его личность и учение» (1902, перевод Фитермана; историко-философское исследование). Оба перевода были изданы редакцией журнала «Образование».

### Статьи
Из статей Фолькельта наиболее известные:
- разбор «Системы философии Вундта» («Ph. Monath.», 1889);
- «Das Denken als Hilfsvorstellung-Thätigkeit und als Anfassungvorgang», где Фолькельт полемизировал с представителями критического идеализма;
- статья о Бергмане в «Zeitschr. f. Ph.», том 80.

Психологические взгляды Фолькельта разработаны в статьях «Erfundene Empfindungen» («Philos. Monatsh.», 1886) и «Psychologische Streitfragen» («Zeitschr. f. Ph. und Ph. Kritik»).
С 1895 года Фолькельт вместе с Зибеком редактировал «Zeitschrift für Philosophie und Philos. Kr.», где было напечатано множество мелких его статей. Лучший разбор взглядов Фолькельта с точки зрения «критического солипсизма» — в статье Шуберта-Зольдерна «Der Kampf um die Transcendenz» («Vierteljahrsschrift für W. Philos.», том Χ, 1886). Психологические взгляды Фолькельта анализировал Гартманн в его «Moderne Psychologie» (1901, страницы 301—304). У него же присутствовала общая характеристика мировоззрения Ф. в книге «Neukantianismus, Schopenhauerianismus und Hegelianismus» (1877).